# 昂比尤
昂比尤（法語：Ambillou，法語發音：[ɑ̃biju] ⓘ）是法国安德尔-卢瓦尔省的一个市镇，位于该省中部偏西北，属于图尔区。

## 地理
昂比尤（47°27'5"N, 0°26'51"E）面积48.85 平方千米，位于法国中央-卢瓦尔河谷大区安德尔-卢瓦尔省，该省份为法国中西部省份，北起萨尔特省、东北接卢瓦-谢尔省，东南接安德尔省，南至维埃纳省，西临曼恩-卢瓦尔省。
与昂比尤接壤的市镇（或旧市镇、城区）包括：克莱雷莱潘、吕讷、图赖讷地区马济耶尔、佩尔奈、圣艾蒂安德希尼、松宰、苏维涅。

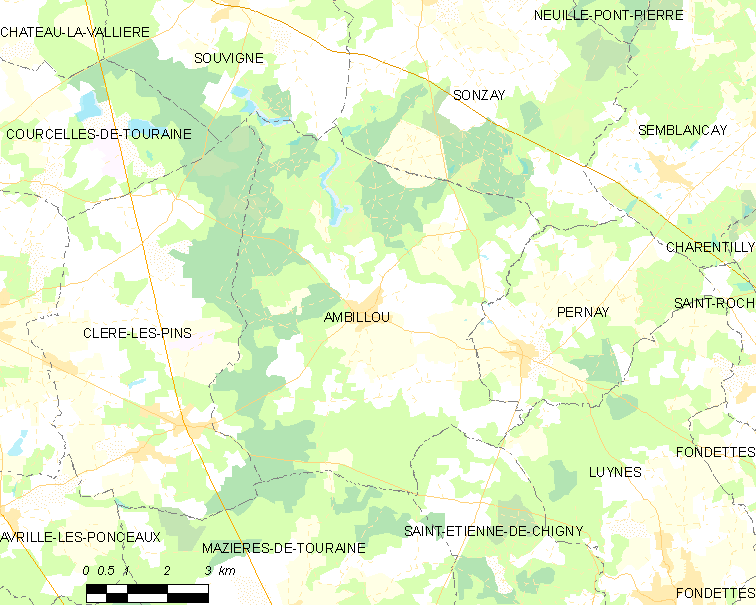
昂比尤的OSM定位图

昂比尤的时区为UTC+01:00、UTC+02:00（夏令时）。

## 行政
昂比尤的邮政编码为37340，INSEE市镇编码为37002。

## 政治
昂比尤所属的省级选区为朗热县。

## 人口

1962-2008年间昂比尤人口变化图示

昂比尤于2022年1月1日时的人口数量为1748人。